# Josef Mayr-Nusser
Josef Mayr-Nusser (Bolzano, 27 dicembre 1910 – Erlangen, 24 febbraio 1945) è venerato come beato e martire dalla Chiesa cattolica, morto vittima del nazismo.

## Biografia

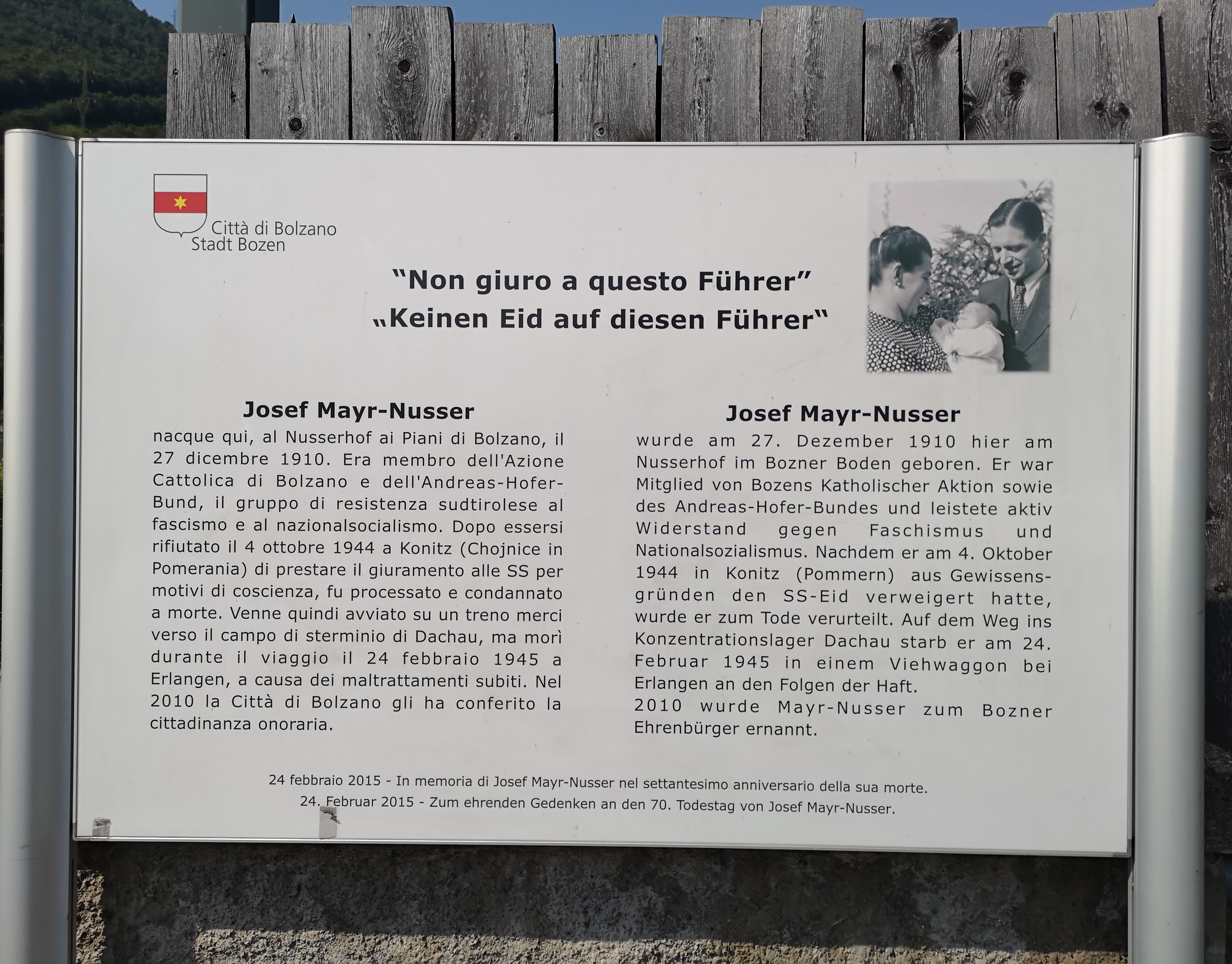
Iscrizione memoriale per Josef Mayr-Nusser presso il maso Nusserhof ai Piani di Bolzano (Bozner Boden)

Nato in una famiglia di contadini profondamente cattolica dell'Alto Adige, Mayr-Nusser si distinse per una profonda formazione spirituale e culturale, alimentata dalla lettura di autori come Tommaso d’Aquino, Romano Guardini e Theodor Haecker, e dall’ammirazione per figure come Tommaso Moro e padre Miguel Pro. 
Mayr-Nusser nel 1934 divenne dirigente dell'Azione Cattolica nella parte sudtirolese dell'arcidiocesi di Trento (di cui all'epoca facevano parte la Bassa Atesina, Bolzano, Merano e la Val Venosta). 
Fu tra gli esponenti più importanti dell'Azione Cattolica sudtirolese (Katholische Aktion) e la Vinzenzkonferenz, la Conferenza altoatesina della Società di San Vincenzo de' Paoli.
Assieme ai giovani di Azione Cattolica approfondì lo studio delle teorie hitleriane, riconoscendo la loro radicale inconciliabilità con la fede cristiana e il magistero della Chiesa cattolica.
La vicenda di Mayr-Nusser si inserisce nel particolare contesto dell’Alto Adige tra le due guerre mondiali, segnato dall’annessione all’Italia, dall’italianizzazione forzata e, dal 1939, dalle opzioni per il trasferimento nel Reich tedesco. La Chiesa locale, specie a livello parrocchiale, si oppose alla propaganda nazista e difese l’uso del tedesco nella catechesi. In questo ambiente, Mayr-Nusser maturò la convinzione dell’illiceità del giuramento imposto dal regime, radicata anche nell’insegnamento di papa Pio XI nell’enciclica Non abbiamo bisogno (1931) che vietava simili giuramenti contrari alla fede.
In occasione delle Opzioni in Alto Adige del 1939 Mayr-Nusser si schierò con i Dableiber, ovvero coloro che, contrari all'emigrazione verso il Terzo Reich, vollero mantenere la cittadinanza italiana e aderì segretamente al movimento antinazista "Andreas-Hofer-Bund". Lavorò presso le ditte Eccel e Amonn di Bolzano. Sposò nel 1942 Hildegard Straub e nel 1943 diventò padre di un bimbo (Albert Mayr).
Dopo la creazione in Alto Adige-Südtirol della ZOP (Zona d'operazioni delle Prealpi settembre 1943, posta sotto il diretto controllo del Reich) fu arruolato forzatamente nelle SS combattenti e il 7 settembre 1944 partì dalla stazione di Bolzano, per recarsi su di un treno formato da tre vagoni bestiame in Germania, a Konitz in Prussia Occidentale (oggi Chojnice), presso una caserma di addestramento. Alla vigilia del giuramento, il 4 ottobre 1944, dichiarò di rifiutarsi di giurare fedeltà a Hitler, per motivi di coscienza. Fu per questo processato e condannato a morte. Imprigionato, fu poi avviato su un treno merci verso il campo di concentramento di Dachau, ma morì il 24 febbraio 1945 a Erlangen, durante il viaggio, per i maltrattamenti subiti, la fame e la sete.
Fu dapprima sepolto nel cimitero di Erlangen. La salma fu traslata a Bolzano nel 1958 e poi nella piccola chiesa di San Giuseppe, a Stella di Renon, sopra Bolzano.
La memoria è stata coltivata in particolare dai suoi compagni dell'Azione Cattolica, finché verso la fine del '900 e soprattutto nei primi anni del nuovo millennio la sua figura è stata riconosciuta per l'attualità della sua testimonianza. In primo piano in particolare il primato della coscienza e l'opposizione ai regimi totalitari.
La sua storia e la sua testimonianza di fede e di coraggio civile sono state raccolte dal gesuita austriaco Reinhold Iblacker e dai giornalisti altoatesini Josef Innerhofer, Francesco Comina e Paolo Valente.

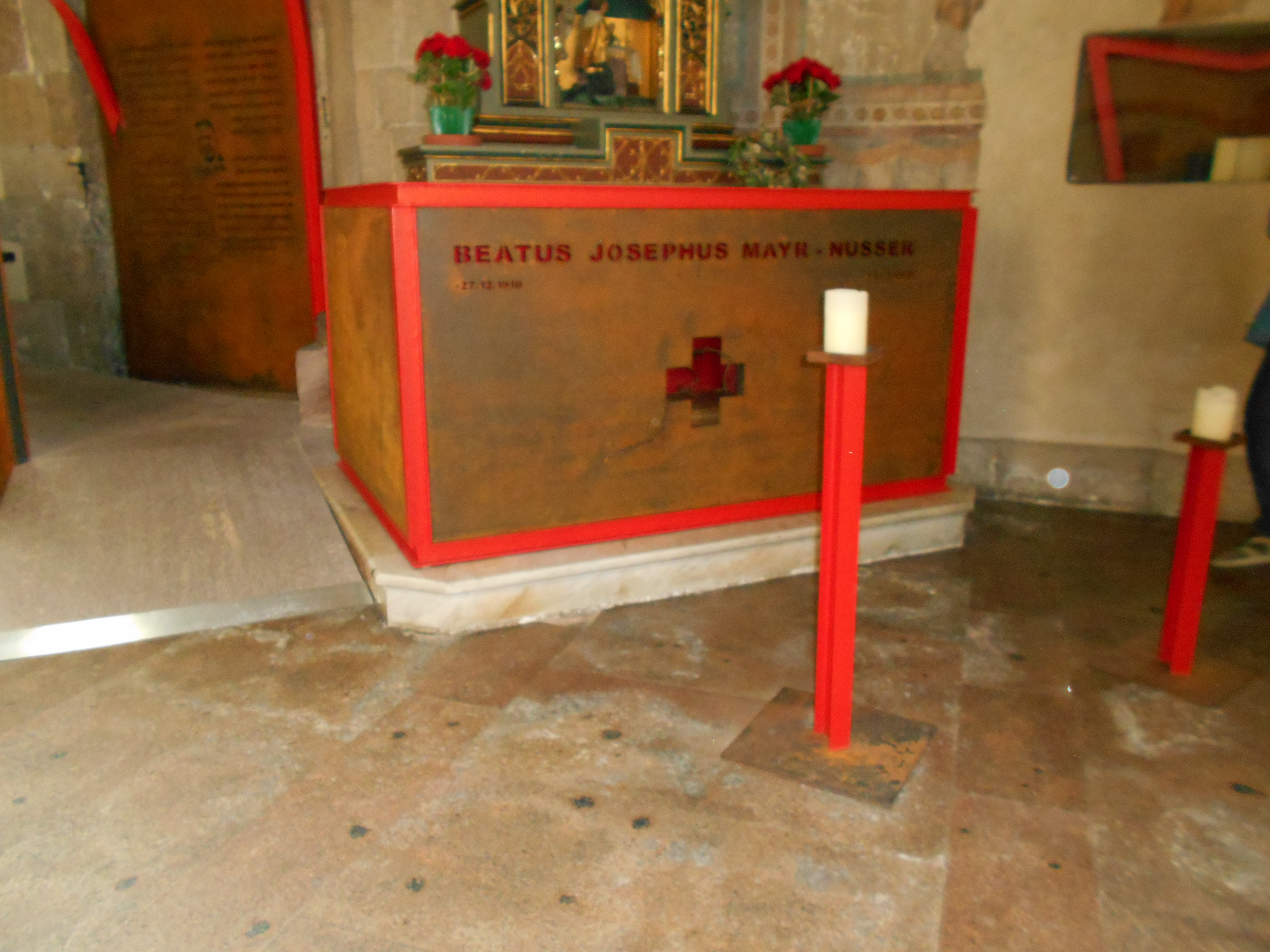
Tomba nel duomo di Bolzano, eretta nel 2017 su progetto di Eduard Habicher

La causa di beatificazione ha portato al riconoscimento del martirio in odio alla fede con decreto della Congregazione delle cause dei santi dell'8 luglio 2016.
Da parte storiografica è stato invece criticata la ritualità della beatificazione cattolica in quanto essa - frutto di una «lettura semplicistica, riduttiva che non rende giustizia allo spessore dell’uomo» (Hannes Obermair) - sia l'espressione concreta di una depoliticizzazione di Mayr-Nusser da parte di quella istituzione che si era invece macchiata di collaborazionismo col regime nazifascista, nonché di una riappropriazione cattolica «in forma monca e strumentale».
Josef Mayr-Nusser è stato dichiarato solennemente beato dal cardinale Angelo Amato, prefetto della Congregazione delle cause dei santi, su mandato di papa Francesco; la celebrazione ha avuto luogo il 18 marzo 2017 alla presenza del vescovo Ivo Muser nel duomo di Bolzano, dove la salma del nuovo beato è stata traslata.